# Baglamá
El baglamá (turco: bağlama) es un instrumento musical de cuerda cuya forma característica aparece ya en frisos egipcios del siglo IV a. C.. La palabra es de procedencia turca y se refiere a un tipo de saz. 
Los persas lo popularizaron y fueron los otomanos quienes lo extendieron por los Balcanes y Armenia. Si en el resto de los Balcanes posee trastes con la afinación occidental y su sonido es más semejante al de una mandolina, en Grecia, Turquía e Irán son móviles, de tal manera que los primeros se afinan en el modelo pitagórico-bizantino, los segundos en el otomano, y los últimos en el persa.  
El buzuki nació a finales del siglo XX a partir de este, adquiriendo elementos de la manuela y el banjo. 
El baglamás griego (griego: μπαγλαμάς) tiene un cuerpo pequeño, hecho con forma de concha o cascarón, tallado ahuecando o desfondando un trozo de madera sólida. Posee tres pares de cuerdas, de las cuales los dos pares más agudos se afinan al unísono en Re y La, y el par de la octava va afinado en Re. 